# Nik Fekete

Zawodnik Michigan State Spartans

Nik Fekete (ur. 24 marca 1980) – amerykański zapaśnik w stylu wolnym. Złoty medal na mistrzostwach panamerykańskich w 2006 roku. W walkach MMA występuje od 2009 roku - 7 wygranych i 1 przegrana.
Zawodnik Cranford High School z Cranford i Michigan State University. All-American w NCAA Division I w 2001, gdzie zajął ósme miejsce roku.